# John Parr
John Parr (Worksop, Nottinghamshire, 18 de noviembre de 1952) es un músico y compositor británico, reconocido principalmente por sus dos éxitos número uno en las listas de su país, el sencillo de 1985 "St. Elmo's Fire (Man in Motion)" y "Naughty Naughty" de 1984. Parr fue nominado a un Premio Grammy por "St Elmo's Fire" en 1985. Dicha canción fue utilizada en la película adolescente del mismo nombre del año 1985 dirigida por Joel Schumacher y protagonizada por Emilio Estévez, Rob Lowe, Andrew McCarthy, Demi Moore, Judd Nelson, Ally Sheedy y Mare Winningham.

## Discografía

### Álbumes de estudio
- John Parr (1984)
- Running the Endless Mile (1986)
- Man With a Vision (1992)
- Under Parr (1996)
- The Mission (2012)

### Álbumes en vivo
- Letter to America (2011)

### Bandas sonoras
- Paris (1989)

### Sencillos
| Año                                      | Título                                      | Posición en listas | Posición en listas | Posición en listas | Posición en listas | Álbum                           |
| Año                                      | Título                                      | EE. UU.            | EE.UU. Rock        | EE.UU. AC          | Reino Unido        | Álbum                           |
| ---------------------------------------- | ------------------------------------------- | ------------------ | ------------------ | ------------------ | ------------------ | ------------------------------- |
| 1984                                     | "Naughty Naughty"                           | 23                 | 1                  | —                  | 58                 | John Parr                       |
| 1985                                     | "Magical"                                   | 73                 | 11                 | —                  | —                  | John Parr                       |
| 1985                                     | "St. Elmo's Fire"                           | 1                  | 2                  | 4                  | 6                  | Banda sonora de St. Elmo's Fire |
| 1985                                     | "Love Grammar"                              | 89                 | —                  | —                  | —                  | John Parr                       |
| 1986                                     | "Don't Leave Your Mark on Me"               | —                  | —                  | —                  | —                  | John Parr                       |
| 1986                                     | "Rock 'n' Roll Mercenaries" (con Meat Loaf) | —                  | —                  | —                  | 31                 | Blind Before I Stop             |
| 1986                                     | "Blame It on the Radio"                     | 88                 | —                  | —                  | —                  | Running the Endless Mile        |
| 1986                                     | "Two Hearts"                                | —                  | —                  | —                  | —                  | Running the Endless Mile        |
| 1986                                     | "Running the Endless Mile"                  | —                  | —                  | —                  | —                  | Running the Endless Mile        |
| 1986                                     | "Don't Worry 'Bout Me"                      | —                  | —                  | —                  | —                  | Running the Endless Mile        |
| 1988                                     | "Restless Heart"                            | —                  | —                  | —                  | —                  | Banda sonora de The Running Man |
| 1990                                     | "Always on my Mind"                         | —                  | —                  | —                  | —                  | Butterbrot                      |
| 1991                                     | "Westward Ho"                               | —                  | —                  | —                  | —                  | Banda sonora de Go Trabi Go     |
| 1992                                     | "Man With a Vision"                         | —                  | —                  | —                  | —                  | Man With a Vision               |
| 1992                                     | "It's Startin' All Over Again"              | —                  | —                  | —                  | —                  | Man With a Vision               |
| 1996                                     | "The River Runs Deep"                       | —                  | —                  | —                  | —                  | Under Parr                      |
| 1996                                     | "Size of the Boat"                          | —                  | —                  | —                  | —                  | Under Parr                      |
| 1996                                     | "Secrets"                                   | —                  | —                  | —                  | —                  | Under Parr                      |
| 2006                                     | "St. Elmo's Fire"                           | —                  | —                  | —                  | 81                 |                                 |
| 2006                                     | "New Horizon"                               | —                  | —                  | —                  | 43                 |                                 |
| 2007                                     | "Walking Out of the Darkness"               | —                  | —                  | —                  | 155                |                                 |
| "—" denota que no ingresó en las listas. |                                             |                    |                    |                    |                    |                                 |